# Escut i emblema de Beniatjar
L'escut i l'emblema de Beniatjar són els símbols representatius de Beniatjar, municipi del País Valencià, a la comarca de la Vall d'Albaida.

## Escut oficial
L'escut oficial de Beniatjar, és l'escut tradicional de Beniatjar adaptat al Decret 116/1994, de 21 de juny, del Govern Valencià per tal de complir amb la normativa heràldica de la Generalitat Valenciana. Té el següent blasonament:
| « | Escut quadrilong de punta redona. En camper d'argent, un arbre pi de sinople, amb tronc del seu color i terrassat de sinople, somat d'un niu de gules amb un ocell sinistrat de sable, becat d'or, que porta al seu mateix bec una branqueta d'olivera, també de sinople. Al timbre, corona reial oberta, segons la tradició del Regne de València. | » |

## Emblema o escut tradicional
L'emblema oficial de Beniatjar és el seu escut tradicional i és l'utilitzat com a imatge corporativa per l'Ajuntament. Té el següent blasonament:
| « | Escut quadrilong de base apuntada. En camp d'atzur, un pi, amb copa de sinople, sobre boscatge de sinople, somat d'una oronella, sobre niu, amb branqueta d'olivera al bec. Al timbre, corona simple oberta, ornada de gemes. Flanquejant l'escut, llambrequins d'or. Al peu, dues mitges llunes en argent. | » |

L'escut tradicional del poble té un pi com a motiu principal i la figura distintiva d'un ocell, símbol d'acolliment, potser, o simplement descriptiu.

## Història
Segons Vicente García Morant, rector de la parròquia de 1968 a 1973, l'escut es creà l'any 1778 i «consistia en un copat pi pinyoner, del gènere “sativum” que creixia al Calvari (...), que portava sobre la copa un pardal, el relleu del qual es pot apreciar a la façana de l'actual Ajuntament».
No obstant això, l'escut més vell que es conserva hi apareix en un document privat sobre l'acta de confiscació de l'algepsar dels Gómez de 1758. També hi apareix en altres documents privats de 1792, 1803 i 1816.
En l'Arxiu Històric Nacional es conserven dos segells de 1877, un de l'Ajuntament, amb la llegenda «AYUNTTO. CONSTL. DE BENIATJAR», i altre de l'alcalde, amb la llegenda «ALCALDIA CONSTL. DE BENIATJAR». Aquest mateixos també apareixen a les actes de l'Ajuntament a partir de 1882. En el segell de l'Ajuntament figura un arbre amb un pardalet que sembla una oronella al damunt i que porta un ramellet al bec. El segell de l'Alcaldia, n'és igual però elimina la branqueta del bec i afegeix una vara de comandament i un sabre, símbols de l'autoritat del l'Alcalde, creuats sobre el tronc i lligats amb una gran llaçada amb un floc caient a cada costat del mateix tronc.
L'historiador valencià Carlos Sarthou a la seua obra «Geografía del Reino de Valencia» de 1913 publicà una reproducció d'aquest últim segell, el de l'Alcaldia, però amb algunes incorreccions: falta el pardalet (present en tots els segells investigats) i els ornaments que acompanyen l'arbre (la llaçada, el sabre i la vara) hi apareixen desdibuixats.
Al principi dels anys 1950 es van realitzar dos escuts a la façana de l'Ajuntament vell o «Sala Capitular» on s'afegien llambrequins laterals i dues mitges llunes.

Escut oficial de Beniatjar entre 2000 i 2016.

En 1972 hi hagué in intent d'oficialitzar l'escut, sent Alcalde José Pons Giner, però no s'arribà a concloure. En 1998, sent alcalde José Cortell Cortell, s'inicià un nou procediment d'oficialització a instàncies de la Conselleria de la presidència. L'expedient estava fonamentat i anava acompanyat d'actes del Ple de l'Ajuntament dels anys 1913, 1915 i 1918 amb el segell municipal de l'època. Només el de 1918 portava dos lleons rampants, possiblement un símbol de la Restauració alfonsina, els altres dos no. Amb aquestes poques dades el Consell Tècnic d'Heràldica i Vexil·lologia de la Generalitat emetí un dictamen i presentà un disseny. A més, aquest informe reinterpretava l'escut de Sarthou i n'afegia més errors, canviava el pi per una olivera i convertia els flocs de la llaçada en «dos lleons o dos gossos, de difícil distinció». També atribuïa l'ocell a les armories dels Milà i els lleons als Villahermosa, que foren senyors de Beniatjar. Finalment, l'any 2000, s'aprovà l'escut amb el següent blasonament:
| « | Escut quadrilong de punta redona. En camp d'argent, una olivera de sinople, terrassada del mateix, acostada de dos lleons estantolats de gules i somada d'un ocell de sable. Per timbre, una corona reial oberta. | » |

L'any 2010 l'Ajuntament decidí rehabilitar l'escut tradicional del poble. Abelardo Herrero i Chelo Cortell foren els autors de l'informe tècnic i Miguel Ángel Herrero Cortell de la representació gràfica. Aquest escut s'aprovà, amb variacions, el 26 de febrer de 2016.
L'ajuntament, per a poder utilitzar l'escut tradicional, que no compleix la normativa heràldica valenciana per la seua forma i ornaments (Decret 116/1994, de 21 de juny), va aprovar aquest com a emblema distintiu i imatge corporativa en sessió de ple de 31 de març de 2014.